# Viennotaleyrodes curvisetosus
Viennotaleyrodes curvisetosus es un hemíptero de la familia Aleyrodidae, subfamilia Aleyrodinae.
Fue descrita científicamente por primera vez por Martin en 1999.